# Incidente da Bahia
O Incidente da Bahia foi um conflito naval travado ao fim do ano de 1864 durante a Guerra Civil Americana.  Um navio de guerra da Confederação foi capturado por um navio da União no Porto de Salvador, na Província da Bahia, no Império do Brasil.
O engajamento resultou na vitória americana, mas também provocou um atrito com o governo imperial do Brasil, que alegou que os americanos violaram a neutralidade brasileira ao atacar ilegalmente uma embarcação em seu porto.

## Antecedentes
No final de 1864, o navio de guerra confederado CSS Flórida e seu 146 marinheiros seguiram para costa sul-americana do Oceano Pacífico. Como precisava de reparos e carvão, seu comandante, o tenente Charles Manigault Morris, chegou a Província da Bahia, no Brasil, na noite de 4 de outubro de 1864, após uma viagem de sessenta e um dias. Sem o conhecimento dos confederados, o navio de guerra da União USS Wachusett estava próximo, sob o comando do comandante Napoleon Collins. 
Wachusett enviou um pequeno barco para abordar o CSS Flórida; uma vez por perto, os marinheiros da União chamaram a tripulação de "rebelde", perguntando o nome de seu navio. Sem saber quem estava fazendo o inquérito, os rebeldes disseram que o navio era o Flórida e depois perguntaram de que navio eram os marinheiros no barco. Os marinheiros da União mentiram e responderam que eram do HMS Curlew e retornaram ao Wachusett, então ainda fora da vista do Flórida.

Na manhã seguinte, os confederados avistaram Wachusett enquanto ele navegava no porto de Salvador, ancorando na entrada da baía. Mais tarde, naquele mesmo dia, Morris se encontrou com o presidente da província da Bahia, Antônio Joaquim da Silva Gomes, que lhe deu dois dias para consertar e abastecer sua embarcação, mas disse que achava que o Flórida era a causa do impasse e, se ocorresse uma batalha no porto da Bahia, A Armada Imperial seria forçada a retaliar quem atacou primeiro. Um almirante na reunião sugeriu que o Flórida se aproximasse de seu saveiro para que o navio da União tivesse mais dificuldade de atacar o navio dos Estados Confederados. As cidadelas de Salvador, o Forte Santa Maria e o Forte Barra, foram postos em alerta máximo, e já estavam se preparando para um possível combate.

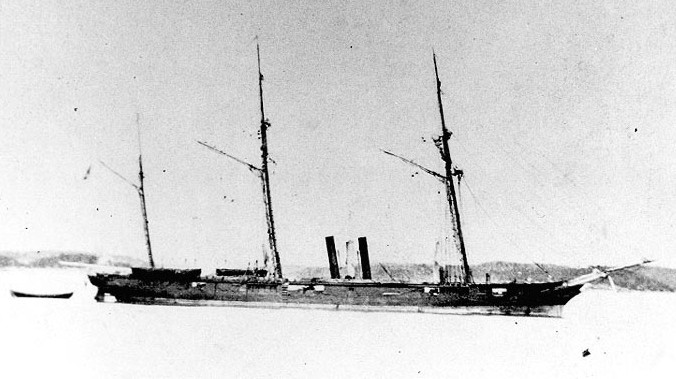
O CSS Flórida

Morris fez o que o almirante sugeriu e aproximou o navio da costa. Outro pequeno barco do Wachusett se aproximou e entregou uma carta para o CSS Flórida endereçada para "Captain Morris sloop Florida". Os confederados rejeitaram a carta porque, como um dos confederados disse aos marinheiros da União, o navio não era o corveta Flórida, mas o CSS Flórida. O comandante Collins não abordaria a carta CSS Florida, pois reconheceria o governo em rebelião. Collins então enviou um cônsul americano chamado De'Videcky aos Confederados com outra mensagem, mas antes de entregá-lo, ele primeiro leu em voz alta uma carta endereçada a ele. 

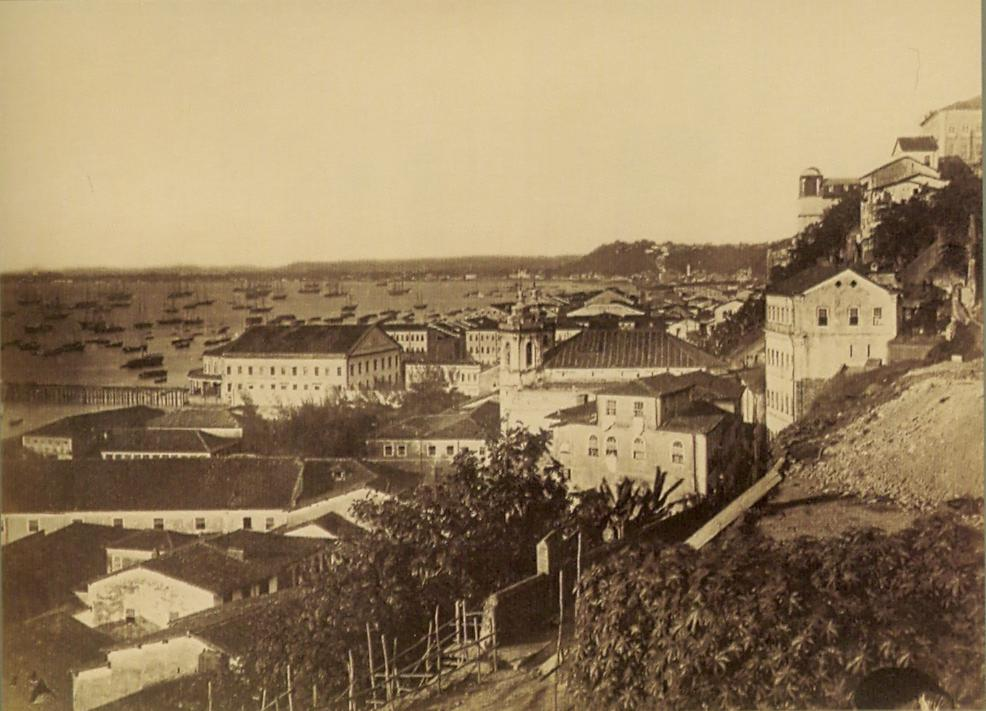
Salvador, a cidade onde aconteceu o conflito alguns anos depois, 1875.

Nele, Collins solicitou que o Sr. De'Videcky desafiasse os rebeldes a lutar. Ao ouvir isso, o tenente Morris disse a De'Videcky que não atacaria a saveiro da União e deixaria o porto depois de concluir sua missão. No entanto, Morris afirmou que, se atacado, faria todos os esforços para defender seu navio e iria destruir o USS Wachusett.

## O Incidente
O restante do dia (6 de outubro), continuou sem acidentes até as 3 horas da manhã de 7 de outubro. 
Nesse momento, Wachusett ancorou e atacou o Flórida. Por causa do mau tempo, os canhões do USS Wachusett não conseguiram acertar o navio confederado, o que fez eles cessarem fogo. O tenente Morris, juntamente com metade da tripulação do Flórida, estava dormindo em terra e não participaram da batalha, no comando do Flórida estava o mestre interino Thomas T. Hunter. 
Devido à escuridão, os confederados não conseguiram avistar a entrada de Wachusett até que ele estivesse ao alcance dos mosquetes. Hunter ordenou que seus homens levantassem a bandeira naval e abrissem fogo, porém, eles não dispararam com os canhões do navio, e sim com armas de fogo convencionais. Vários tiros atingiram o Wachusett e feriram três homens, de modo que os marinheiros da União foram obrigados a devolver o fogo com suas armas pequenas, enquanto o navio manobrava para se alinhar para ter uma vantagem.

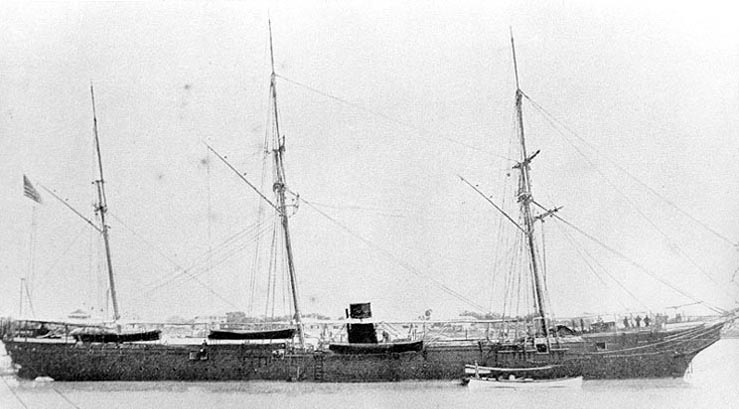
O USS Wachusett

Quando ele se posicionou, Wachusett disparou novamente com suas armas principais. Vários tiros das armas pequenas atingiram a estibordo do Flórida, que varreu seus pontos seguros e removeu seu mastro. Wachusett recuou e gritou exigindo que os "rebeldes" se rendessem.  Quando o pedido foi atendido, Wachusett disparou novamente e se aproximou do Flórida para capturá-lo. Collins ordenou que seus homens levassem Wachusett junto com o Flórida, para que os navios fossem reparados, mesmo que nenhum dos dois estava muito danificado. Em seguida, um marinheiro da União rapidamente pulou no convés do navio confederado e forçou uma rendição. 
Nove tripulantes confederados saltaram para o Wachusett. Então, os americanos conectaram o Florida ao Wachusett, e estavam prontos para sair do porto brasileiro. Porém, nesse momento, os brasileiros do Forte Barra abriram fogo com seus canhões. Tiros passavam perto do Wachusett, mas nenhum deles acertou. Collins então viu um saveiro brasileiro e um navio a remo armado indo em direção ao navio e atirando de maneira imprecisa. 

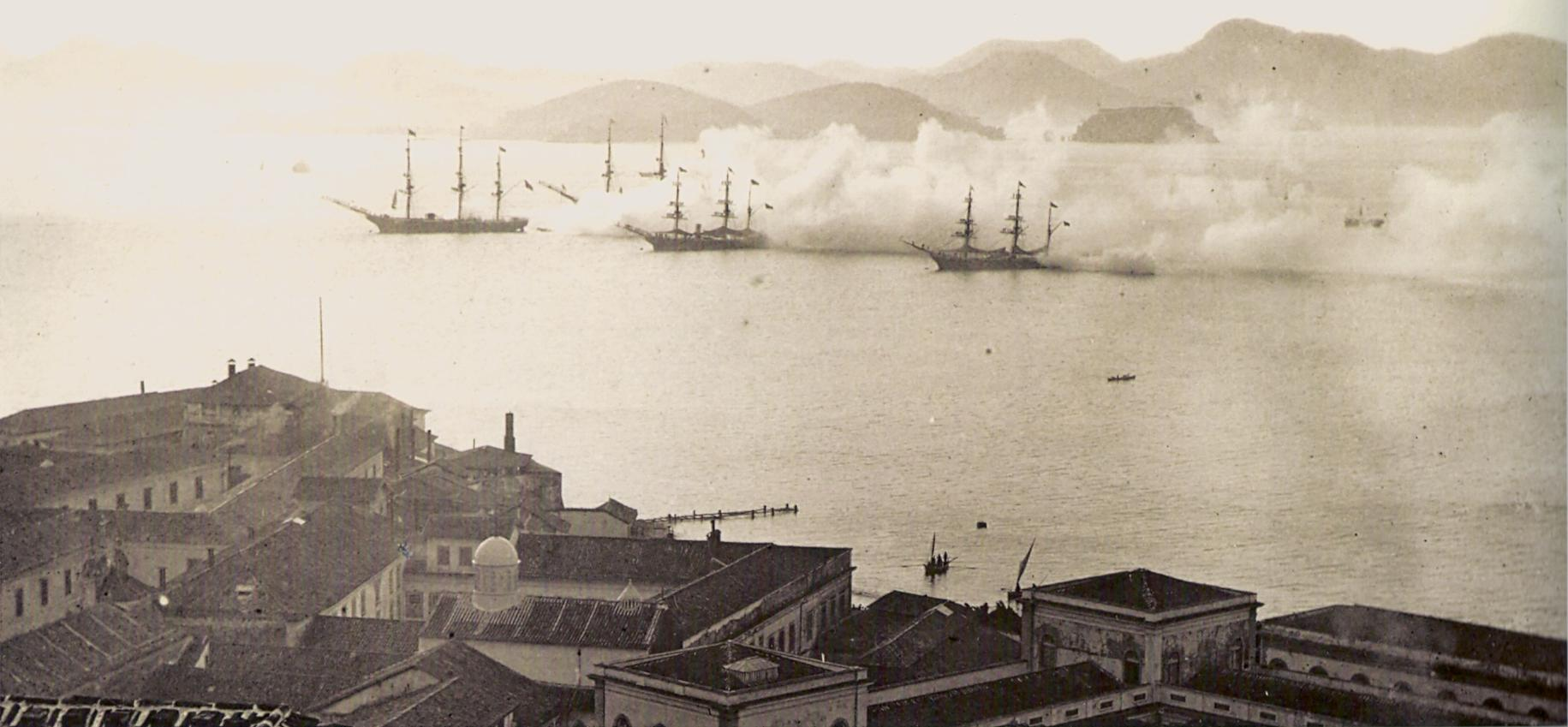
Treino da Marinha Imperial Brasileira, por volta da década de 1870.

Collins não se envolveu, ele ordenou que seus homens partissem o mais rápido possível. Os brasileiros perseguiram, o Wachusett, mais rápido, escapou. As forças confederadas perderam pelo menos cinco homens, tiveram nove feridos e doze oficiais e cinquenta e oito tripulantes foram capturados. Deixou no Brasil o tenente Morris, quatro oficiais e setenta e um homens. As forças da Marinha da União perderam três homens feridos, mas apenas um deles seriamente.

## Consequências

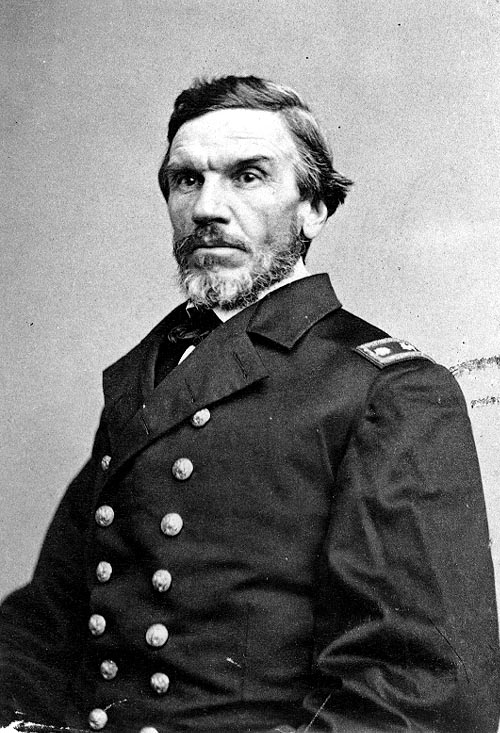
O Comandante do navio da União, e mais tarde capitão, Napoleon Collins.

Como resultado do ataque ao navio confederado na Bahia, o comandante Collins foi condenado a corte marcial, devido à pressão do governo brasileiro e foi ameaçado de afastamento do cargo. No entanto, a Marinha dos Estados Unidos e muitas pessoas do norte consideraram que o ataque de Collins foi eficaz em derrotar os confederados, de modo que sua sentença nunca foi executada. Collins acabou se tornando capitão em 1866, em grande parte por sua vitória sobre o Flórida. O governo brasileiro exigiu que a Marinha da União desse o navio de volta aos confederados, mas o CSS Flórida afundou em uma colisão com o USAT Alliance em 28 de novembro, na Virgínia. Alguns especularam que o naufrágio não foi um acidente, mas foi encorajado pelo almirante David Dixon Porter, que não queria que o navio retornasse à Marinha Confederada.